# Raport Ekonomiczny Prezydenta Stanów Zjednoczonych
Raport Ekonomiczny Prezydenta Stanów Zjednoczonych - dokument publikowany co roku w lutym przez Zespół Doradców Ekonomicznych Prezydenta USA. Zawiera on informacje dotyczące istotnych wydarzeń ekonomicznych, rodzajów aktywności gospodarczej oraz głównych celów ekonomicznych na nadchodzący rok. Raport bywa często krytykowany w kwestiach istotności zawartych w nim treści i celów.